# Кірхберг (Тіроль)
Кірхберг (нім. Kirchberg in Tirol) — громада в Австрії, у федеральній землі Тіроль.
Входить до складу округу Кіцбюель. Населення станом на 31 грудня 2005 року становить 5256 осіб. Громада займає площу 97,76 км².

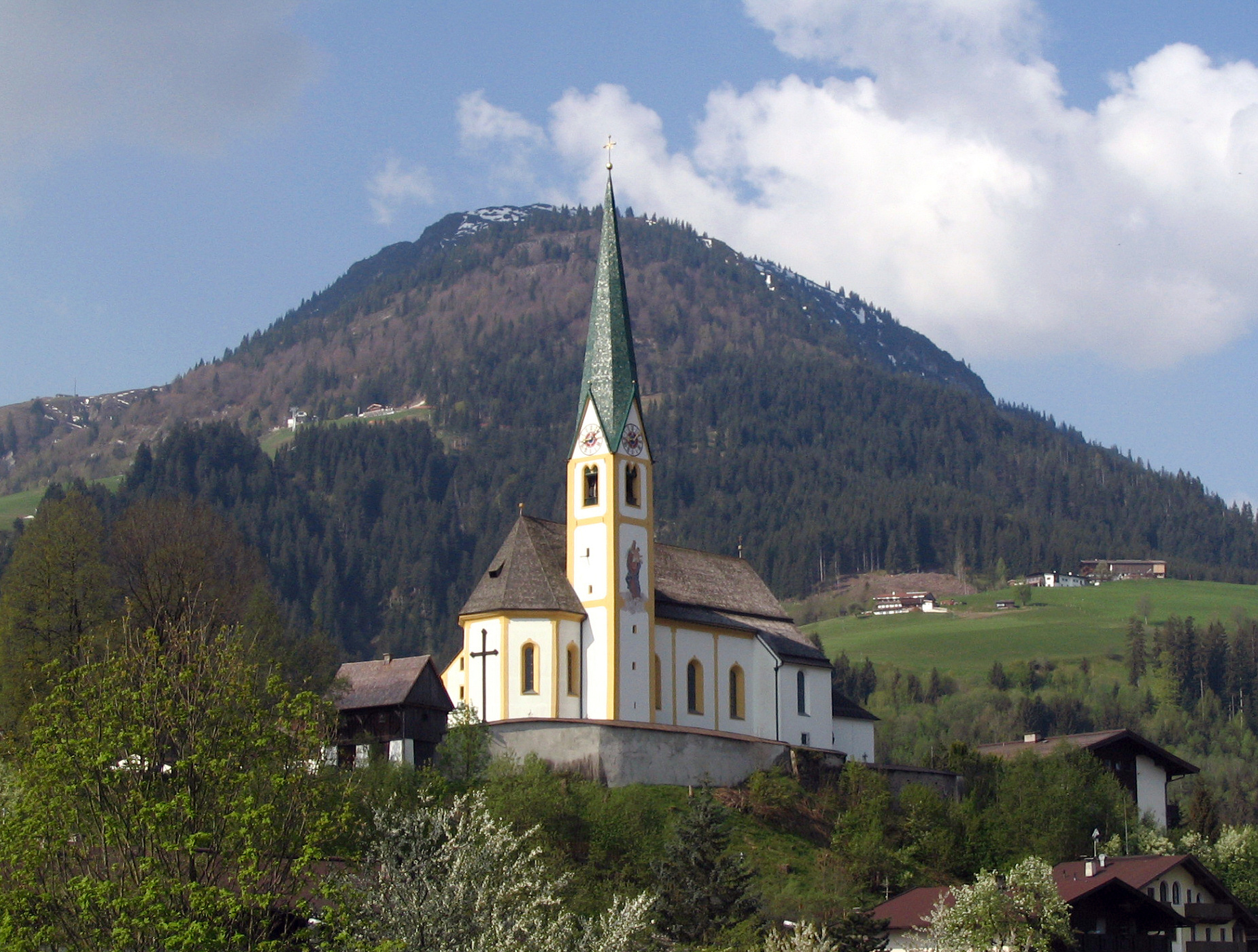
Кірхберг (Тіроль)

## Гірськолижний курорт
Кірхберг лежить на відстані 6 км від Кіцбюеля і має з ним спільну зону катання. Кірхберг давно став одним з найулюбленіших гірськолижних курортів Тіролю: звідси можна потрапити до будь-якої точки гірськолижного району біля Пенгельштайна й Ханенкамма.
Надзвичайно тихий та спокійний влітку, Кірхберг наче прокидається з настанням зими: в місті відкриваються дискотеки, бари, ресторани; численні готелі привітно відкривають свої двері для любителів та цінителів альпійських краєвидів.
Окрім іншого, Кірхберг має 40 кілометрів облаштованих стежок для піших прогулянок, майданчики для керлінгу, ковзанярський стадіон.

## Політична ситуація
Бургомістр комуни — Гельмут Бергер за результатами виборів 2010 року.
Рада представників комуни (нім. Gemeinderat) складається з 17 місць.

## Демографія
Динаміка населення за даними сайту Statistic Austria